# Puchar UEFA (1992/1993)
Puchar UEFA 1992/1993 (ang. 1992–1993 UEFA Cup) – 22. edycja międzynarodowego klubowego turnieju piłki nożnej Puchar UEFA, zorganizowana przez Unię Europejskich Związków Piłkarskich w terminie 15 września 1992 – 19 maja 1993. W rozgrywkach zwyciężyła drużyna Juventus F.C..

## 1/32 finału
| Hibernian F.C. – RSC Anderlecht 2:2 i 1:1 1 15.09 1992 1:0 Beaumont 4, 1:1 Degryse 39k, 1:2 van Vossen 67, 2:2 McGinlay 75 2 29.09 1992 0:1 Nilis 4, 1:1 Jackson 15 |
| Valencia CF – SSC Napoli 1:5 i 0:1 1 16.09 1992 0:1 Fonseca 20, 1:1 Roberto 54, 1:2 Fonseca 60, 1:3 Fonseca 63, 1:4 Fonseca 87, 1:5 Fonseca 89 2 30.09 1992 0:1 Fonseca 7 |
| SBV Vitesse – Derry City 3:0 i 2:1 1 16.09 1992 1:0 van der Brom 20, 2:0 van der Brom 56, 3:0 Latuheru 89 2 30.09 1992 1:0 Straal 44, 1:1 Mooney 60, 2:1 Laamers 65 |
| Neuchâtel Xamax – Boldklubben Frem 2:2 i 1:4 1 15.09 1992 0:1 Mikkelsen 17, 0:2 Henchoz 21s, 1:2 B. Sutler 51, 2:2 Manfreds 52 2 29.09 1992 0:1 Harén 17, 0:2 H. Jensen 19, 1:2 Manfreds 24, 1:3 Harén 37, 1:4 Thogersen 53                                                          |
| Austria Salzburg – AFC Ajax 0:3 i 1:3 1 16.09 1992 0:1 Davids 53, 0:2 Overmars 65, 0:3 Kreek 79 2 30.09 1992 0:1 Pettersson 26, 0:2 Bergkamp 49, 1:2 Reisinger 60, 1:3 Pettersson 79                                                                                                 |
| Vitória SC – Real Sociedad 3:0 i 0:2 1 13.09 1992 1:0 Kupresanin 15, 2:0 Barbosa 28, 3:0 Kupresanin 76 2 30.09 1992 0:1 Lumbreras 6, 0:2 Fuentes 23 |
| Sheffield Wednesday – Spora Luksemburg 8:1 i 2:1 1 16.09 1992 1:0 Waddle 9, 1:1 Cruz 11, 2:1 Anderson 23, 3:1 Anderson 29, 4:1 Warhurst 31, 5:1 Bart-Williams 60, 6:1 Worthington 65, 7:1 Warhurst 77, 8:1 Bart-Williams 81 2 01.10 1992 1:0 Watson 18, 1:1 Cruz 20, 2:1 Warhurst 36 |
| Paris Saint-Germain – PAOK FC 2:0 i 3:0vo 1 16.09 1992 1:0 Weah 13, 2:0 Weah 24 2 01.10 1992 1:0 Weah 15, 2:0 Sassus 32 (mecz przerwany po 51 minutach gry przy stanie 2:0 dla PSG – zweryfikowany na walkower 3:0 dla PSG)                                                          |
| KV Mechelen – Örebro SK 2:1 i 0:0 1 16.09 1992 1:0 Eykelkamp 30, 2:0 de Boeck 63, 2:1 Milkvist 84 2 30.09 1992 |
| SM Caen – Real Saragossa 3:2 i 0:2 1 15.09 1992 1:0 Gravelaine 7, 2:0 Gravelaine 14, 2:1 Garcia Sanjuan 37, 3:1 Paille 37, 3:2 Pardeza 79 2 30.09 1992 0:1 Montanier 24, 0:2 Poyet 64                                                                                                |
| Vác FC-Samsung – FC Groningen 1:0 i 1:1 1 16.09 1992 1:0 Fühle 27 2 30.09 1992 1:0 Fühle 43, 1:1 Huizingh 55 |
| Knattspyrnufélagið Fram – 1. FC Kaiserslautern 0:3 i 0:4 1 15.09 1992 0:1 Witeczek 29, 0:2 Wagner 64, 0:3 K. Jonsson 66s 2 30.09 1992 0:1 Kuntz 29, 0:2 Witeczek 56, 0:3 Witeczek 77, 0:4 Kuntz 84                                                                                   |
| Manchester United – Torpedo Moskwa 0:0 i 0:0 (dog), karne 3:4 1 16.09 1992 2 30.09 1992 |
| 1. FC Köln – Celtic F.C. 2:0 i 0:3 1 15.09 1992 1:0 Jensen 24, 2:0 Ordenewitz 82 2 30.09 1992 0:1 McStay 35, 0:2 Creaney 39, 0:3 Collins 79 |
| Standard Liège – Portadown 5:0 i 0:0 1 16.09 1992 1:0 Asselman 5, 2:0 Asselman 44, 3:0 Goossens 52, 4:0 Leonard 56, 5:0 Goossens 65 2 29.09 1992 |
| FC København – Mikkelin Palloilijat 5:0 i 5:1 1 16.09 1992 1:0 M. Johansen 12, 2:0 Uldbjerg 28, 3:0 M. Johansen 54, 4:0 H. Nielsen 69k, 5:0 Larsen 86 2 30.09 1992 1:0 H.Nielsen 5, 2:0 M.Johansen 17, 3:0 M.Johansen 32, 4:0 M.Johansen 44, 4:1 Allen 63, 5:1 Rasmussen 82          |
| Widzew Łódź – Eintracht Frankfurt 2:2 i 0:9 1 16.09 1992 1:0 Jóżwiak 21, 2:0 Koniarek 27, 2:1 Yeboah 67, 2:2 Wolf 83 2 30.09 1992 0:1 Kruse 8, 0:2 Kruse 14, 0:3 Yeboah 21, 0:4 Yeboah 22, 0:5 Yeboah 36, 0:6 Kruse 37, 0:7 Yeboah 69, 0:8 Rann 83, 0:9 Bein 89                      |
| IFK Norrköping – Torino Calcio 1:0 i 0:3 1 16.09 1992 1:0 Blom 80 2 30.09 1992 0:1 Bruno 2, 0:2 Casagrande 76, 0:3 Aguilera 80 |
| Slavia Praga – Heart of Midlothian FC 1:0 i 2:4 1 16.09 1992 1:0 Tatarczuk 85 2 30.09 1992 0:1 Mackay 10, 1:1 Silhavy 14, 1:2 Baird 21, 1:3 Levein 42, 2:3 Kuka 65, 2:4 Snodin 79 |
| Dinamo Moskwa – Rosenborg BK 5:1 i 0:2 1 16.09 1992 1:0 Szklarow 34, 2:0 Timofiejew 46, 3:0 Simutenkow 57, 4:0 Szklarow 62, 5:0 Tetradze 68, 5:1 Loken 75 2 30.09 1992 0:1 Ingebrigtsen 7, 0:2 Loken 48                                                                              |
| Juventus F.C. – Anorthosis Famagusta 6:1 i 4:0 1 16.09 1992 1:0 D. Baggio 3, 2:0 A. Möller 10, 3:0 Vialli 42, 4:0 Conté 44, 5:0 Vialli 61, 6:0 Torricelli 75, 6:1 Kespaje 85 2 29.09 1992 1:0 Ravanelli 14, 2:0 Kohler 39, 3:0 Casiraghi 66, 4:0 Casiraghi 87                        |
| Łokomotiw Płowdiw – AJ Auxerre 2:2 i 1:7 1 16.09 1992 0:1 Baticle 3, 1:1 Sadakow 33k, 2:1 Widułow 57, 2:2 Cocard 74 2 30.09 1992 0:1 Baticle 2, 0:2 Cocard 11, 0:3 Prunier 13, 1:3 Sadakow 21, 1:4 Vahirua 28, 1:5 Prunier 48, 1:6 Baticle 71, 1:7 Laslandes 84                      |
| Dynamo Kijów – Rapid Wiedeń 1:0 i 2:3 1 16.09 1992 1:0 Jakowienko 46 2 30.09 1992 0:1 Mandreko 8, 0:2 Fjørtoft 16, 0:3 Fjørtoft 38, 1:3 Leonienko 44k, 2:3 Leonienko 87 |
| Electroputere Craiova – Panathinaikos AO 0:6 i 0:4 1 16.09 1992 0:1 Frantzekos 4, 0:2 K. Warzycha 40, 0:3 K. Warzycha 53, 0:4 K. Warzycha 66, 0:5 Maragos 70, 0:6 Kalatzis 85 2 30.09 1992 0:1 Saravakos 43k, 0:2 K. Warzycha 58, 0:3 Kalatzis 67, 0:4 Frantzekos 82                 |
| SL Benfica – Belvedur Izola 3:0 i 6:0 1 16.09 1992 1:0 Vitor Paneira 43, 2:0 William 45k, 3:0 Vitor Paneira 73 2 30.09 1992 1:0 João V. Pinto 11, 2:0 Pacheco 21, 3:0 Pacheco 46, 4:0 João V. Pinto 58, 5:0 Pacheco 66, 6:0 César Brito 87                                           |
| Wacker Innsbruck – AS Roma 1:4 i 0:1 1 16.09 1992 0:1 Giannini 17, 0:2 Caniggia 21, 1:2 Baur 36, 1:3 Giannini 42, 1:4 Muzzi 65 2 30.09 1992 0:1 Häßler 50 |
| Sigma Ołomuniec – Universitatea Krajowa 1:0 i 2:1 1 16.09 1992 1:0 Čapka 87 2 30.09 1992 0:1 Gane 21, 1:1 Kerbr 23, 2:1 Kerbr 42 |
| GKS Katowice – Galatasaray SK 0:0 i 1:2 1 16.09 1992 2 30.09 1992 0:1 Hakan 31, 0:2 Falco 57, 1:2 Maciejewski 75 |
| Floriana FC – Borussia Dortmund 0:1 i 2:7 1 15.09 1992 0:1 M. Rummenigge 21 2 30.09 1992 0:1 Zorc 10, 1:1 Crawley 11, 2:1 Crawley 17, 2:2 Delia 18s, 2:3 Frank 59, 2:4 M. Rummenigge 67, 2:5 Mill 72, 2:6 Mill 79, 2:7 Mill 89                                                       |
| Politehnica Timișoara – Real Madryt 1:1 i 0:4 1 16.09 1992 0:1 Alfonso 13, 1:1 Cue 62 2 29.09 1992 0:1 Alfonso 27, 0:2 Luis Enrique 58, 0:3 Esnaider 65, 0:4 Michel 87 |
| Fenerbahçe SK – Botew Płowdiw 3:1 i 2:2 1 16.09 1992 1:0 Aykut 14, 2:0 Aykut 38, 2:1 Dermecew 51, 3:1 Tanju 55 2 29.09 1992 0:1 Iskrenow 5, 1:1 Ridvan 37, 1:2 Petrow 41, 2:2 Ridvan 78                                                                                              |
| Grasshopper Club Zürich – Sporting CP 1:2 i 3:1 (dog) 1 16.09 1992 1:0 A. Sutler 37k, 1:1 Bałakow 45, 1:2 Juskowiak 84 2 30.09 1992 1:0 Elber 31, 2:0 Magnin 83, 2:1 Cadete 84, 3:1 Elber 110,                                                                                       |

## 1/16 finału
| Vitória SC – AFC Ajax 0:3 i 1:2 1 21.10 1992 0:1 Davids 1, 0:2 Pettersson 38, 0:3 Bergkamp 48 2 04.11 1992 0:1 Bergkamp 25, 1:1 Mbote 57, 1:2 Alfien 61 |
| SSC Napoli – Paris Saint-Germain 0:2 i 0:0 1 21.10 1992 0:1 Weah 15, 0:2 Weah 35 2 04.11 1992 |
| 1. FC Kaiserslautern – Sheffield Wednesday 3:1 i 2:2 1 20.10 1992 1:0 Funkel 5k, 1:1 Hirst 5, 2:1 Marin 55, 3:1 Witeczek 57 2 04.11 1992 0:1 Wilson 27, 1:1 Witeczek 62, 1:2 Sheridan 64, 2:2 Zeyer 76                                                             |
| Boldklubben Frem – Real Saragossa 0:1 i 1:5 1 22.10 1992 0:1 Poyet 12 2 03.11 1992 0:1 Mateut 7, 0:2 Mateut 38, 0:3 Seba 39, 0:4 Seba 70, 1:4 Colding 73, 1:5 Mateut 82                                                                                            |
| Borussia Dortmund – Celtic F.C. 1:0 i 2:1 1 20.10 1992 1:0 Chapuisat 70 2 03.11 1992 0:1 Creaney 13, 1:1 Chapuisat 53, 2:1 Zorc 58 |
| SBV Vitesse – KV Mechelen 1:0 i 1:0 1 21.10 1992 1:0 van der Brom 33 2 04.11 1992 1:0 Cocu 73 |
| AS Roma – Grasshopper Club Zürich 3:0 i 3:4 1 21.10 1992 1:0 Carnavale 18, 2:0 Rizzitelli 25, 3:0 Giannini 41 2 04.11 1992 1:0 Rizzitelli 7, 2:0 Caniggia 30, 2:1 de Vicente 36k, 2:2 A. Sutler 50, 2:3 Gamperle 63, 2:4 de Vicente 68, 3:4 Rizzitelli 87          |
| Fenerbahçe SK – Sigma Ołomuniec 1:0 i 1:7 1 21.10 1992 1:0 Ismail 37 2 04.11 1992 0:1 Hanuš 9, 0:2 Kerbr 12, 0:3 Barbosik 34, 1:3 Aykut 38, 1:4 Marosi 51, 1:5 Fiala 76, 1:6 Vadura 80, 1:7 Hanuš 90                                                               |
| Eintracht Frankfurt – Galatasaray SK 0:0 i 0:1 1 21.10 1992 2 04.11 1992 0:1 Ugur 5 |
| Torino Calcio – Dinamo Moskwa 1:2 i 0:0 1 22.10 1992 0:1 Kazumow 44, 1:1 Timofiejew 55s, 1:2 Simutenkow 68 2 05.11 1992 |
| SL Benfica – Vác FC-Samsung 5:1 i 1:0 1 21.10 1992 1:0 Juran 42, 2:0 Isaías 55, 3:0 Pacheco 58k, 4:0 William 79k, 4:1 Šedlaček 82, 5:1 Isaías 86 2 04.11 1992 1:0 Schwarz 13                                                                                       |
| RSC Anderlecht – Dynamo Kijów 4:2 i 3:0 1 21.10 1992 0:1 Szkapienko 20, 1:1 Nilis 23, 2:1 Degryse 38, 3:1 Versavel 51, 3:2 Leonienko 53, 4:2 van Vossen 59 2 04.11 1992 1:0 van Vossen 21, 2:0 Nilis 61, 3:0 Nilis 69                                              |
| Panathinaikos AO – Juventus F.C. 0:1 i 0:0 1 20.10 1992 0:1 Platt 68 2 03.11 1992 |
| Heart of Midlothian FC – Standard Liège 0:1 i 0:1 1 21.10 1992 0:1 Bettagno 6 2 04.11 1992 0:1 Wilmots 62 |
| AJ Auxerre – FC København 5:0 i 2:0 1 21.10 1992 1:0 Baticle 14, 2:0 Baticle 40, 3:0 Martins 55, 4:0 Baticle 80, 5:0 Otokore 90 2 04.11 1992 1:0 Cocard 67, 2:0 Bonalair 88                                                                                        |
| Real Madryt – Torpedo Moskwa 5:2 i 2:3 1 21.10 1992 1:0 Hierro 8, 2:0 Hierro 28, 3:0 Hierro 32, 3:1 Szustikow 36, 3:2 Griszin 39, 4:2 Zamorano 52, 5:2 Michel 84k 2 04.11 1992 1:0 Zamorano 10, 1:1 Tałałajew 11, 2:1 Hierro 56, 2:2 Tiszkow 62, 2:3 Mudraszkow 77 |

## 1/8 finału
| AFC Ajax – 1. FC Kaiserslautern 2:0 i 1:0 1 24.11 1992 1:0 Davids 1, 2:0 Jonk 83 2 08.12 1992 1:0 Alfien 43                                                                                             |
| Borussia Dortmund – Real Saragossa 3:1 i 1:2 1 24.11 1992 1:0 Chapuisat 12, 2:0 Zorc 23k, 3:0 Povlsen 42, 3:1 Franco 51 2 08.12 1992 0:1 Poyet 26, 1:1 Chapuisat 50, 1:2 Brehme 90                      |
| Paris Saint-Germain – RSC Anderlecht 0:0 i 1:1 1 24.11 1992 2 08.12 1992 0:1 Bosman 53, 1:1 Kombouaré 75                                                                                                |
| Standard Liège – AJ Auxerre 2:2 i 1:2 1 24.11 1992 1:0 Goossens 9, 2:0 Goossens 48, 2:1 Verlaat 55, 2:2 Batióle 71 2 08.12 1992 0:1 Baticle 71, 0:2 Dutuel 82, 1:2 Wilmots 88                           |
| Dinamo Moskwa – SL Benfica 2:2 i 0:2 1 25.11 1992 0:1 Isaías 35, 0:2 Isaías 54, 1:2 Kalitwincew 75, 2:2 Derkach 88 2 08.12 1992 0:1 Isaías 51, 0:2 Juran 58                                             |
| AS Roma – Galatasaray SK 3:1 i 2:3 1 25.11 1992 1:0 Aldair 58, 2:0 Muzzi 80, 2:1 Hakan 85, 3:1 Aldair 90 2 09.12 1992 1:0 Caniggia 8, 1:1 Mustafa 27, 2:1 Häßler 47, 2:2 Mustafa 58, 2:3 Arif 75        |
| SBV Vitesse – Real Madryt 0:1 i 0:1 1 26.11 1992 0:1 Hierro 73 2 10.12 1992 0:1 Zamorano 31 |
| Sigma Ołomuniec – Juventus F.C. 1:2 i 0:5 1 25.11 1992 0:1 A. Möller 23, 0:2 D. Baggio 76, 1:2 Marosi 89 2 10.12 1992 0:1 Vialli 6, 0:2 Casiraghi 28, 0:3 A. Möller 46, 0:4 Vialli 50, 0:5 Ravanelli 69 |

## 1/4 finału
| Real Madryt – Paris Saint-Germain 3:1 i 1:4 1 02.03 1993 1:0 Butragueño 30, 2:0 Zamorano 36, 2:1 Ginola 47, 3:1 Michel 89 2 18.03 1993 0:1 Weah 33, 0:2 Ginola 80, 0:3 Valdo 87, 1:3 Zamorano 89, 1:4 Kombouaré 90 |
| AS Roma – Borussia Dortmund 1:0 i 0:2 1 02.03 1993 1:0 Mihajlović 66 2 18.03 1993 0:1 Schulz 40, 0:2 Sippel 46 |
| SL Benfica – Juventus F.C. 2:1 i 0:3 1 04.03 1993 1:0 Vitor Paneira 12, 1:1 Vialli 59k, 2:1 Vitor Paneira 76 2 16.03 1993 0:1 Kohler 2, 0:2 D. Baggio 45, 0:3 Ravanelli 69                                         |
| AJ Auxerre – AFC Ajax 4:2 i 0:1 1 03.03 1993 0:1 Pettersson 3, 1:1 Verlaat 17, 2:1 Martins 43, 2:2 Vink 67, 3:2 Vahirua 82, 4:2 Dutuel 89 2 16.03 1993 0:1 F. de Boer 61                                           |

## 1/2 finału
| Juventus F.C. – Paris Saint-Germain 2:1 i 1:0 1 06.04 1993 0:1 Weah 23, 1:1 R. Baggio 63, 2:1 R. Baggio 89 2 22.04 1993 1:0 R. Baggio 77   |
| Borussia Dortmund – AJ Auxerre 2:0 i 0:2 (dog), karne 6:5 1 06.04 1993 1:0 Karl 58, 2:0 Zorc 87 2 20.04 1993 0:1 Martins 6, 0:2 Verlaat 71 |

## Finał
| Borussia Dortmund – Juventus F.C. 1:3 i 0:3 |
| 5 maja 1993 Dortmund Westfalenstadion (37 000) Borussia Dortmund – Juventus F.C. 1:3 (1:2) Sędzia: Sándor Puhl (Węgry) Bramki: 1:0 Michael Rummenigge 2, 1:1 Dino Baggio 27, 1:2 Roberto Baggio 30, 1:3 Roberto Baggio 74 Żółte kartki: Michael Rummenigge / Antonio Conte, Giancarlo Marocchi Ballspielverein Borussia 09 (trener Ottmar Hitzfeld): Stefan Klos – Uwe Grauer, Bodo Schmidt, Stefan Reuter, Michael Lusch, Michael Zorc (kapitan, 70 Steffen Karl), Thomas Franck (46 Frank Mill), Gerhard Poschner, Knut Reinhardt, Michael Rummenigge, Stéphane Chapuisat Juventus Football Club (trener Giovanni Trapattoni): Angelo Peruzzi – Massimo Carrera, Marco De Marchi, Dino Baggio, Jürgen Kohler, Júlio César, Antonio Conte, Giancarlo Marocchi, Gianluca Vialli, Roberto Baggio (kapitan, 76 Paolo Di Canio), Andreas Möller (88 Roberto Galia) |
| 19 maja 1993 Turyn Stadio delle Alpi (62 781) Juventus F.C. – Borussia Dortmund 3:0 (2:0) Sędzia: John Blankenstein (Holandia) Bramki: 1:0 Dino Baggio 5, 2:0 Dino Baggio 43, 3:0 Andreas Möller 65 Żółte kartki: Marco De Marchi, Roberto Gallia / Ned Zelic Juventus Football Club (trener Giovanni Trapattoni): Angelo Peruzzi – Massimo Carrera, Moreno Torricelli (66 Paolo Di Canio), Marco De Marchi, Jürgen Kohler, Júlio César, Roberto Galia, Dino Baggio, Gianluca Vialli (80 Fabrizio Ravanelli), Roberto Baggio (kapitan), Andreas Möller Ballspielverein Borussia 09 (trener Ottmar Hitzfeld): Stefan Klos – Ned Zelic, Bodo Schmidt, Michael Schulz, Stefan Reuter (65 Michael Lusch), Michael Rummenigge (kapitan, 43 Thomas Franck), Steffen Karl, Gerhard Poschner, Knut Reinhardt, Lothar Sippel, Frank Mill                                 |